# Wylów
Wylów – wieś w Polsce położona w województwie podkarpackim, w powiecie mieleckim, w gminie Przecław.
| SIMC    | Nazwa     | Rodzaj    |
| ------- | --------- | --------- |
| 0659064 | Kądziołki | część wsi |
| 0659070 | Kąty      | część wsi |
| 0659087 | Poręby    | część wsi |

Wierni Kościoła rzymskokatolickiego należą do parafii Wniebowzięcia Najświętszej Maryi Panny w Przecławiu.
W latach 1975–1998 miejscowość administracyjnie należała do województwa rzeszowskiego.